# Once Upon a Dream (Anica-Russo-Lied)
Once Upon A Dream (englisch für Es war einmal ein Traum) ist ein Lied der deutschen Sängerin und Songwriterin Anica Russo. Mit dem Popsong nahm Russo am deutschen Vorentscheid zum Eurovision Song Contest 2023 Unser Lied für Liverpool teil und belegte dort den sechsten Platz.

## Entstehung
Das Lied wurde von Russo gemeinsam mit einem deutsch-finnischen Songwriterteam und Mendi Moon, KEKURA (Philip Kekura Sesay) und Rami Bakieh im September 2022 geschrieben.

## Bedeutung
In dem Lied geht es um ein kleines Mädchen mit einem Traum, das aber immer wieder auf Rückschläge stößt. Es glaubt allerdings weiterhin an den Traum und findet in der dunkelsten Stunde die Kraft, um ihre Träume wahr werden zu lassen.

## Musikalisches
Das im 3/4-Takt geschriebene Lied nutzt nicht den typischen Aufbau eines Popsongs mit „Strophe-Refrain-Strophe-Refrain-Bridge-Refrain“, sondern setzt auf einen kontinuierlichen Aufbau an Dynamik.

## Bei Unser Lied für Liverpool
→ Hauptartikel: Unser Lied für Liverpool
Am 3. März 2023 nahm Russo an Unser Lied für Liverpool teil, der deutschen Vorentscheidung zum Eurovision Song Contest 2023. Sie war einer von acht Teilnehmern und trat mit der dritten Startnummer auf. Sie erreichte mit insgesamt 65 Punkten den sechsten Platz, davon 57 Punkte von der Jury (zweiter Platz) und 8 Punkte vom Publikum (letzter Platz gemeinsam mit René Miller).